# Andrea Milani
Andrea Milani Comparetti (Florencia, 1 de enero de 1948-Pisa, 28 de noviembre de  2018) fue un matemático y astrónomo italiano ligado particularmente a la Universidad de Pisa, y especialmente interesado en las siguientes materias: mecánica celeste, asteroides, objetos próximos a la Tierra (NEO), misión BepiColombo. Milani fue un experto en cuanto a impacto de asteroides (posibilidades, efectos).
Milani fue coautor de un libro, junto a Anna María Nobili y Paolo Farinella, sobre fuerzas no conservativas en satélites artificiales. También, junto a Giovanni Gronchi, publicó un libro relativo a orbitografía, o sea sobre determinaciones orbitales.